# Tiên Kỳ (xã)
Tiên Kỳ là một xã thuộc huyện Tân Kỳ, tỉnh Nghệ An, Việt Nam.
Xã Tiên Kỳ có diện tích 35,1 km², dân số năm 1999 là 4931 người, mật độ dân số đạt 140 người/km².